# Bay Point (Kalifornia)
Bay Point statisztikai település az USA Kalifornia államának Contra Costa megyéjében. Lakosainak száma 23 896 fő (2020. április 1.).

## Népesség
A település népességének változása:

| 2010 | 21 349 |
| 2020 | 23 896 |